# 索威豹蛛
索威豹蛛（学名：Pardosa sowerbyi）为狼蛛科豹蛛属的动物。在中国大陆，分布于山西等地。